# Tiff Macklem
Richard Tiffany Macklem (Montreal, 4 de junio de 1961), conocido como Tiff Macklem, es un banquero y economista canadiense que se ha desempeñado como gobernador del Banco de Canadá desde 2020. También fue decano de la Rotman School of Management  y anteriormente se había desempeñado como vicegobernador principal del Banco de Canadá.

## Biografía
Richard Tiffany Macklem nació el 4 de junio de 1961 en Montreal, Quebec, de Dick y Janet (Gray-Donald) Macklem. Su padre era el director financiero de Birks. Su tío, Peter Macklem, era un médico e investigador académico. Creció en Westmount, donde asistió a Selwyn House School desde el grado 5 al 11. En lugar de asistir al CEGEP después, completó un año de preuniversitario en Lower Canada College.
Se graduó de la Queen's University en 1983 con una licenciatura en economía y completó una maestría y un doctorado en economía de la Universidad de Western Ontario en 1989.
Macklem se incorporó al Banco de Canadá en 1984, donde trabajó en el Departamento de Análisis Monetario y Financiero durante un año. Regresó al Banco de Canadá en 1989 tras finalizar sus estudios de posgrado. Ocupó puestos cada vez más altos en el Departamento de Investigación (ahora Análisis Económico Canadiense) hasta su nombramiento como Jefe en enero de 2000.
Macklem fue nombrado asesor del gobernador en agosto de 2003. En 2003-2004, fue adscrito al Departamento de Finanzas y regresó al Banco de Canadá como vicegobernador en diciembre de 2004. Se reincorporó al Departamento de Finanzas como Viceministro Adjunto en 2007, cargo que ocupó hasta el 30 de junio de 2010.
Macklem fue nombrado vicegobernador senior por un período de siete años a partir del 1 de julio de 2010. En este puesto, Macklem fue director de operaciones del Banco de Canadá y miembro de su junta directiva.
Aunque el mandato de Macklem se habría extendido hasta 2017, anunció que su renuncia entraría en vigor el 1 de mayo de 2014 para convertirse en decano de la Rotman School of Management de la Universidad de Toronto . Paul Ferley, economista jefe asistente del Royal Bank of Canada, sugirió sobre la partida de Macklem: "Es una pérdida real para el banco, que se pierda ese capital humano", mientras Carney y Macklem formaban el tándem que había guiado a Canadá a través de la recesión financiera de finales de la década de 2000..
El 1 de mayo de 2020, Macklem fue nombrado nuevo gobernador del Banco de Canadá, sucediendo a Stephen Poloz. Asumió el cargo el 3 de junio.